# ملفي (إيطاليا)
ملفي (بالإيطالية: Melfi)‏ هي بلدة وبلدية في مقاطعة بوتنسا في إقليم بازيليكاتا في جنوب إيطاليا.

## السكان
في سنة 1861 بلغ عدد السكان 9٬869 نسمة، وتطور العدد ليصل في سنة 2011 لـ 17٬425 نسمة.
يظهر هذا المخطط البياني تطور النمو السكاني لـ ملفي

## أعلام
- فرانشيسكو سافيريو نيتي